# La Noche Celta
La Noche Celta es un libro escrito por el escritor asturiano Juan Noriega (Coaña, 1932). La portada es obra de Astur Paredes y las ilustraciones son obra de Berto Álvarez Peña y está editada por Tarán editores. 
La obra musical "La noche celta" del compositor Ramón Prada está basada en este libro. 

## Sinopsis
La novela, ambientada en el castro de Coaña, se desarrolla en el siglo I a. C. cuando los pobladores albiones ofrecen resistencia a los romanos. Esta resistencia es una oposición al fin de un tipo de vida, cultura, economía, de las relaciones sociales o religión. Sobre esta basa el autor mezcla diferentes historias menores de las gentes, sobre las que destaca una complicada historia de amor.
- Datos: Q5964518